# Sh2-98
Sh2-98 è una nebulosa a emissione visibile nella costellazione del Cigno.
Si individua nella parte meridionale della costellazione, sul bordo di un tratto della Via Lattea molto luminoso, vicino al tratto oscurato dai grandi complessi nebulosi della Fenditura del Cigno. Possiede una forma irregolare ed è circondata da una sorta di grande anello nebuloso più chiaro; il periodo migliore per la sua osservazione nel cielo serale ricade fra i mesi di giugno e novembre.
Sh2-98 è una regione H II di forma anulare probabilmente associata alla stella di Wolf-Rayet WR 130 e ad una nube molecolare con una massa pari a circa 3000 M⊙; la sua distanza sarebbe pari a circa 3600 parsec (11740 anni luce), pertanto oltre la regione del Complesso del Cigno, vicino al tratto iniziale del Braccio di Orione. Attraverso indagini condotte nella banda dell'infrarosso sono state individuate in essa tre sorgenti, indicate con le sigle IRAS 19571+3113, IRAS 9572+3119 e IRAS 19560+3135; quest'ultima sorgente sembra associata a un maser ad acqua, caratteristica tipica della presenza nella nube di oggetti stellari giovani. A queste sorgenti se ne aggiungono altre quattro visibili nelle onde radio e un altro maser, a idrossido. Tutti questi indizi indicano che Sh2-98 ospita al suo interno dei fenomeni di formazione stellare, tanto che è elencata anche nel catalogo Avedisova delle regioni di formazione stellare, col numero 922.